# Lista chorążych reprezentacji Japonii na igrzyskach olimpijskich
Lista chorążych reprezentacji Japonii na igrzyskach olimpijskich – lista zawodników i zawodniczek reprezentacji Japonii, którzy podczas ceremonii otwarcia nowożytnych igrzysk olimpijskich nieśli flagę Japonii.

## Chronologiczna lista chorążych

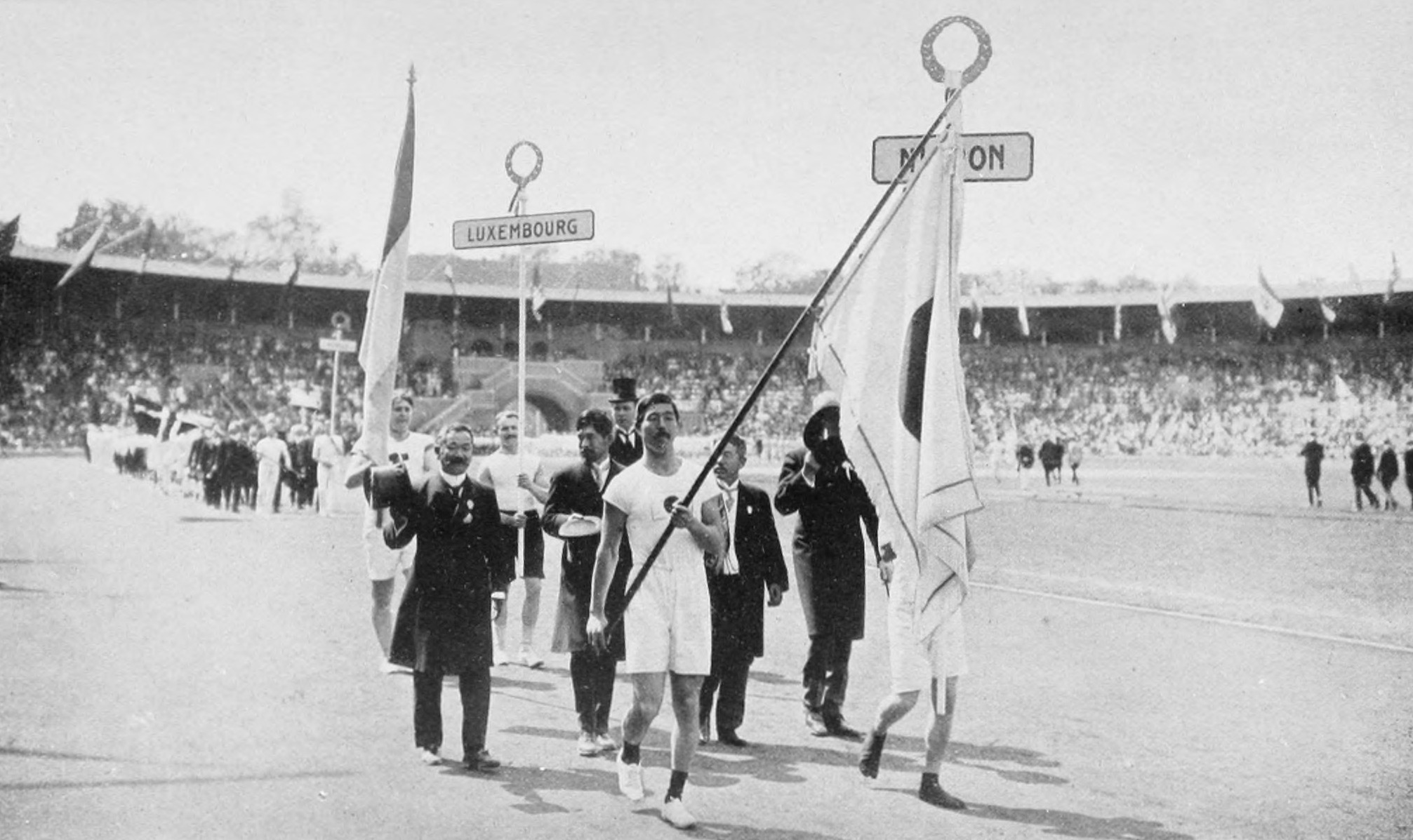
Yahiko Mishima niesie flagę narodową podczas ceremonii otwarcia Letnich Igrzysk Olimpijskich 1912.

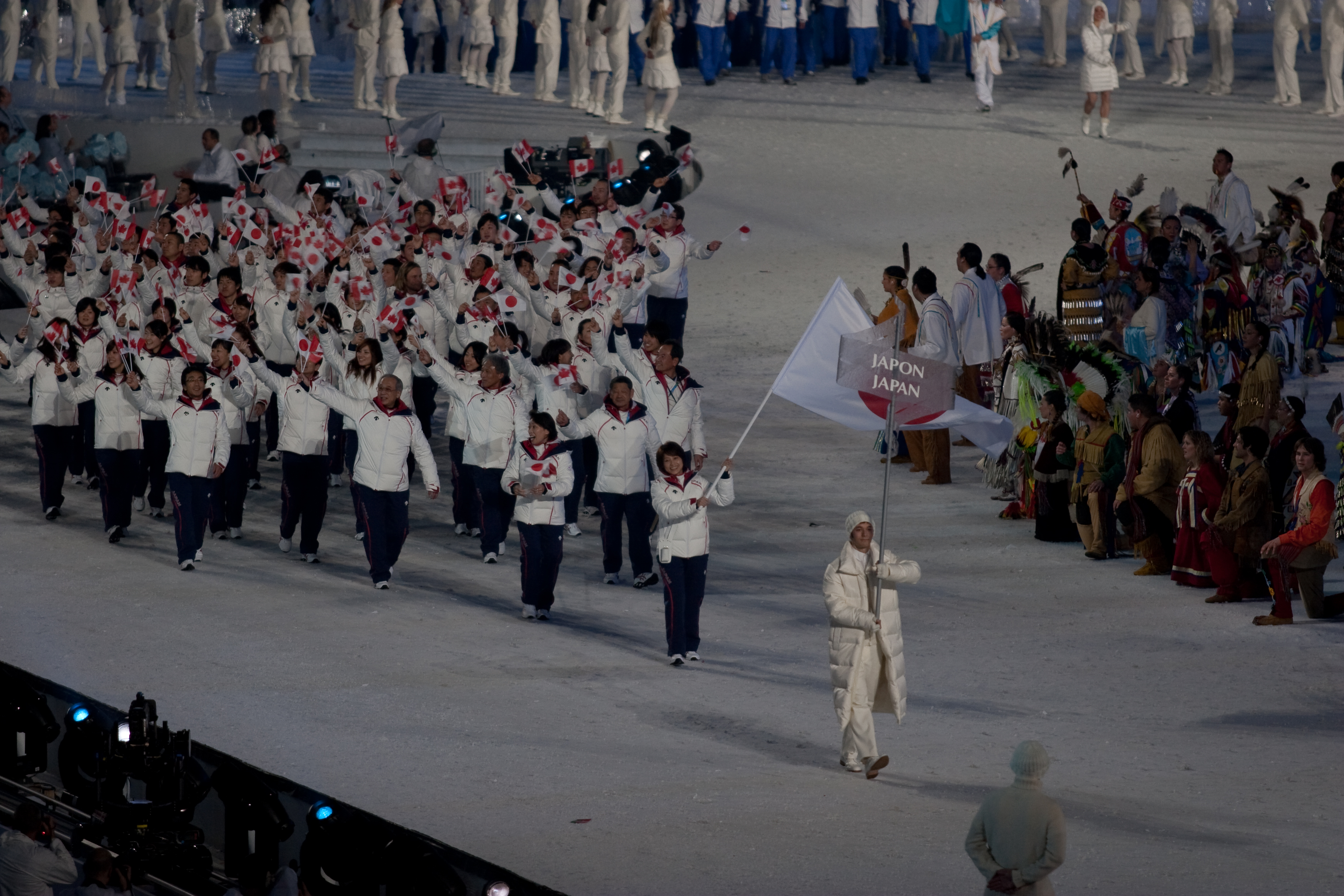
Reprezentacja Japonii podczas ceremonii otwarcia Zimowych Igrzysk Olimpijskich 2010.

| Lp. | Rok i miejsce           | Chorąży             | Dyscyplina             |
| --- | ----------------------- | ------------------- | ---------------------- |
| 1   | 1912, Sztokholm         | Yahiko Mishima      | Lekkoatletyka          |
| 2   | 1920, Antwerpia         | b.d.                |                        |
| 3   | 1924, Paryż             | b.d.                |                        |
| 4   | 1928, Sankt Moritz      | Subaru Takahashi    | Biegi narciarskie      |
| 5   | 1928, Amsterdam         | Yonetaro Nakazawa   | Lekkoatletyka          |
| 6   | 1932, Lake Placid       | b.d.                |                        |
| 7   | 1932, Los Angeles       | Mikio Oda           | Lekkoatletyka          |
| 8   | 1936, Innsbruck         | Kazuyoshi Oimatsu   | Łyżwiarstwo figurowe   |
| 9   | 1936, Berlin            | Kenkichi Ōshima     | Lekkoatletyka          |
| 10  | 1952, Oslo              | b.d.                |                        |
| 11  | 1952, Helsinki          | Bunkichi Sawada     | Lekkoatletyka          |
| 12  | 1956, Cortina d'Ampezzo | Hiroshi Yoshizawa   | Skoki narciarskie      |
| 13  | 1956, Melbourne         | Shozo Sasahara      | Zapasy                 |
| 14  | 1960, Squaw Valley      | Junko Ueno          | Łyżwiarstwo figurowe   |
| 15  | 1960, Rzym              | Takashi Ono         | Gimnastyka sportowa    |
| 16  | 1964, Innsbruck         | Sadao Kikuchi       | Skoki narciarskie      |
| 17  | 1964, Tokio             | Makoto Fukui        | pływanie               |
| 18  | 1968, Grenoble          | Takaaki Kaneiri     | Hokej na lodzie        |
| 19  | 1968, Meksyk            | Yukio Endō          | Gimnastyka sportowa    |
| 20  | 1972, Sapporo           | Mineyuki Mashiko    | Skoki narciarskie      |
| 21  | 1972, Monachium         | Masatoshi Shinomaki | Judo                   |
| 22  | 1976, Innsbruck         | Masaki Suzuki       | Łyżwiarstwo szybkie    |
| 23  | 1976, Montreal          | Katsutoshi Mekota   |                        |
| 24  | 1980, Lake Placid       | Herb Wakabayashi    | Hokej na lodzie        |
| 25  | 1984, Sarajewo          | Tadayuki Takahashi  | Łyżwiarstwo figurowe   |
| 26  | 1984, Los Angeles       | Shigenobu Murofushi | Lekkoatletyka          |
| 27  | 1988, Calgary           | Seiko Hashimoto     | Łyżwiarstwo szybkie    |
| 28  | 1988, Seul              | Mikako Kotani       | Pływanie synchroniczne |
| 29  | 1992, Albertville       | Tsutomu Kawasaki    | Short track            |
| 30  | 1992, Barcelona         | Kumi Nakada         | Siatkówka              |
| 31  | 1994, Lillehammer       | Reiichi Mikata      | Kombinacja norweska    |
| 32  | 1996, Atlanta           | Ryoko Tamura        | Judo                   |
| 33  | 1998, Nagano            | Hiroyasu Shimizu    | Łyżwiarstwo szybkie    |
| 34  | 2000, Sydney            | Kōsei Inoue         | Judo                   |
| 35  | 2002, Salt Lake City    | Eriko Sanmiya       | Łyżwiarstwo szybkie    |
| 36  | 2004, Ateny             | Kyōko Hamaguchi     | Zapasy                 |
| 37  | 2006, Turyn             | Jōji Katō           | Łyżwiarstwo szybkie    |
| 38  | 2008, Pekin             | Ai Fukuhara         | Tenis stołowy          |
| 39  | 2010, Vancouver         | Tomomi Okazaki      | Łyżwiarstwo szybkie    |
| 40  | 2012, Londyn            | Saori Yoshida       | Zapasy                 |
| 41  | 2014, Soczi             | Ayumi Ogasawara     | Curling                |
| 42  | 2016, Rio de Janeiro    | Kiesuke Ushiro      | Lekkoatletyka          |
| 43  | 2018, Pjongczang        | Noriaki Kasai       | Skoki narciarskie      |
| 44  | 2020, Tokio             | Yui Susaki          | Zapasy                 |
| 44  | 2020, Tokio             | Rui Hachimura       | Koszykówka             |